# ESCP Business School
ESCP Business School, före detta ESCP Europe,  är en världsledande fransk och paneuropeisk handelshögskola (Grande École) som anses vara världens äldsta handelshögskola. ESCP Business School verkar i Paris, London, Berlin, Madrid, Warszawa, och Turin, med huvudverksamhet i Paris.
École supérieure de commerce de Paris som förkortas som ESCP, grundades år 1819 som Ecole Spéciale de Commerce et d’Industrie och hänvisas därför som den första handelshögskolan i världen.. ESCP är en av de mest selektiva franska Grandes Écoles och betecknas i Frankrike som en av "trois Parisiennes" (tre parisare) tillsammans med HEC Paris och ESSEC Business School. Skolan rankas årligen i toppen vad gäller handelshögskolor. ESCP bedriver utbildningar från kandidatnivå till doktorsnivå, med ett huvudfokus på masterutbildningar inom management och finans.
År 2022 rankades ESCP Business School på tredje plats i Financial Times rankinglista av de bästa europeiska handelshögskolorna. I jämförelse rankades Handelshögskolan i Stockholm på 20:e plats. Skolans Bachelor in Management blev år 2020 utnämnd till Frankrikes bästa kandidatprogram inom företagsekonomi och management, med första placering på 11 av 13 möjliga parametrar av Le Parisien. Skolans Master in Management program (masterprogram i företagsledning) nådde första plats på Financial Times globala rankinglista år 2010 och andra plats år 2012. Skolans Master in Finance (masterprogram i finans) nådde en andra plats år 2022 på Financial Times globala rankinglista 222. Skolans VD-utbildning i företagsekonomi, Executive MBA program, är rankat nummer 9 i världen.
ESCP är ackrediterat av handelskammaren i Paris och är en av de 76 handelshögskolorna i världen som har fått trippelackrediteringen av AACSB, EQUIS och AMBA. Bland skolans alumner finns framstående företagsledare och politiker, som till exempel Patrick Thomas (VD för Hermès), Olivier Blanchard (fd. Chefsekonom på Internationella valutafonden), Jean-Pierre Raffarin (Frankrikes före detta premiärminister), Arnaud de Puyfontaine (VD för Vivendi SA), Antoine Riboud (Grundare av Danone), samt Michel Barnier (ledamot av Europeiska kommissionen som bland annat har ansvarat för Brexitförhandlingar mellan EU och Storbritannien).
Under år 2019 i samband med skolans 200-årsdag antog ESCP Business School en ny strategi som innebar ett ökat fokus på hållbarhet och ett nytt vetenskaplig synsätt på kapitalism och finans. Skolan bytte även namn från ESCP Europe till ESCP Business School.

## Historia
ESCP Business School grundades år 1819 i Paris av en grupp ekonomer och affärsmän, inklusive ekonomen Jean-Baptiste Say och affärsmannen Vital Roux. ESCP Business School blev världens första handelshögskola. Handelshögskolans ursprungliga namn var Ecole Spéciale de Commerce et d’Industrie men ändrades snart till École Supérieure de Commerce ("Handelshögskola"). Skolan hade den franska École Polytechnique (teknisk högskola grundad av Lazare Carnot och Gaspard Monge) som förebild, men förblev till en början mer anspråkslös i avsaknad av statligt understöd. Under 1800-talet växte skolan gradvis både i storlek och betydelse och år 1859 flyttade den till dess nuvarande läge i Paris, på avenue de la Republique. På 1900-talet ökade intresset för handelsstudier, och inom kort hade ESCP:s status bland de franska så kallade Grandes Écoles stigit märkbart. Skolans popularitet ledde till behovet av en rigorös intagningsprocess. Vid medlet av 1900-talet ansågs ESCP Business School redan vara en elitinstitution och två års förberedande studier samt ett konkurrensbetonat inträdesprov krävdes för att bli intagen. 
ESCP Business School var en internationell högskola redan från början: år 1824 bestod årskursen på 118 elever till 30% av utlänningar med 7 spanjorer, 2 hawaiianer, 5 brasilianare, 5 holländare, 4 tyskar, 2 greker, 2 portugiser, 2  amerikaner, 2 chilener, 1 savojard, 1 italienare, 1 svensk, 1 rysk och 1 haitier. Språkundervisningen var en viktig del av ESCP Business Schools första läroplan som utöver fransk grammatik omfattade kurser i engelska, tyska och spanska. ESCP Business Schools alumnförening grundades år 1873.  Uppskjutet på grund av den efterkrigstida krisen firade ESCP Business School sitt 100-årsjubileum år 1921, i Sorbonne-universitetets stora auditorium. 
ESCP Business Schools campus i Storbritannien (ursprungligen i Oxford, numera London) och Tyskland (ursprungligen i Düsseldorf, idag i Berlin) öppnades 1973. År 1988 följde ett campus i Madrid, Spanien, och år 2004 ett i Turin, Italien. Düsseldorf campuset flyttade till Berlin år 1984 och år 2005 flyttades skolans aktiviteter i England från Oxford till London. Byggnaden för campuset i London är det före detta New College – en del av University of London och United Reformed Church. 
År 2011 blev ESCP Business School delgrundare av HESAM, en grupp välkända forskningsinstitut och högskolor inom humanist- och socialvetenskaperna som till exempel École Nationale d’Administration (ENA), Conservatoire national des arts et métiers (CNAM) och Pantheon-Sorbonne Universitetet. Planen är att ESCP Business School, tillsammans med École Nationale d’Administration, bildar ett ’Collegium of Government och Management’.

## Rankningar
ESCP rankas som ett av världens ledande universitet inom management, finans, och företagsekonomi.
| Rankning Master in Management - Financial Times | 2016 | 2017 | 2018 |
| ----------------------------------------------- | ---- | ---- | ---- |
| ESCP ranking - Världen                          | 4    | 6    | 5    |
| ESCP ranking - Frankrike                        | 3    | 3    | 3    |
| ESCP ranking - Storbritannien                   | 1    | 2    | 2    |
| ESCP ranking - Tyskland                         | 1    | 1    | 1    |
| ESCP ranking - Spanien                          | 1    | 2    | 1    |
| ESCP ranking - Italien                          | 1    | 1    | 1    |
| ESCP ranking - Polen                            | 1    | 1    | 1    |

| Skolrankning av Financial Times | 2015 | 2016 | 2017 | 2018 |
| ------------------------------- | ---- | ---- | ---- | ---- |
| Executive MBA                   | 13   | 12   | 10   | 11   |
| MSc in Finance                  | 3    | 2    | 4    | 2    |

## Campus
ESCP:s elever kan studera på campus i Frankrike (Paris), Storbritannien (London), Spanien (Madrid), Tyskland (Berlin), Italien (Turin) och Polen (Warszawa). Elever i skolans Bachelor of Science in Management måste varje år byta campus, vilket medför studier i tre länder. Varje campus har sina egna specialiseringar och utvecklar program med lokala akademiska institutioner. I Spanien till exempel tillhandahåller ESCP en Master in Business Project Management tillsammans med det tekniska universitetet i Madrid och i Italien finns ett dubbelprogram tillgängligt för ingenjörer tillsammans med Polytechnic University of Turin.
Sedan 2017 har ESCP två campus i Paris. En nära Place de la République (11:e arrondissementet i Paris) och en annan nära Montparnasse-tornet (15:e arrondissementet i Paris). Varje campus ägnas åt ett specifikt programprogram. Campus i den 11:e arrondissementet huserar forskarutbildningar medan campus i den 15:e arrondissementet huserar för grundutbildningen, den VD-utbildningen och skolans startup-inkubator, The Blue Factory.

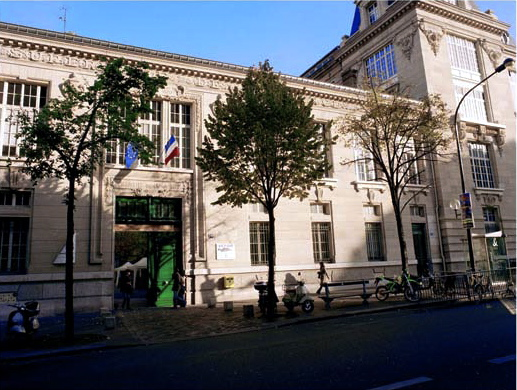
Paris - Republique.
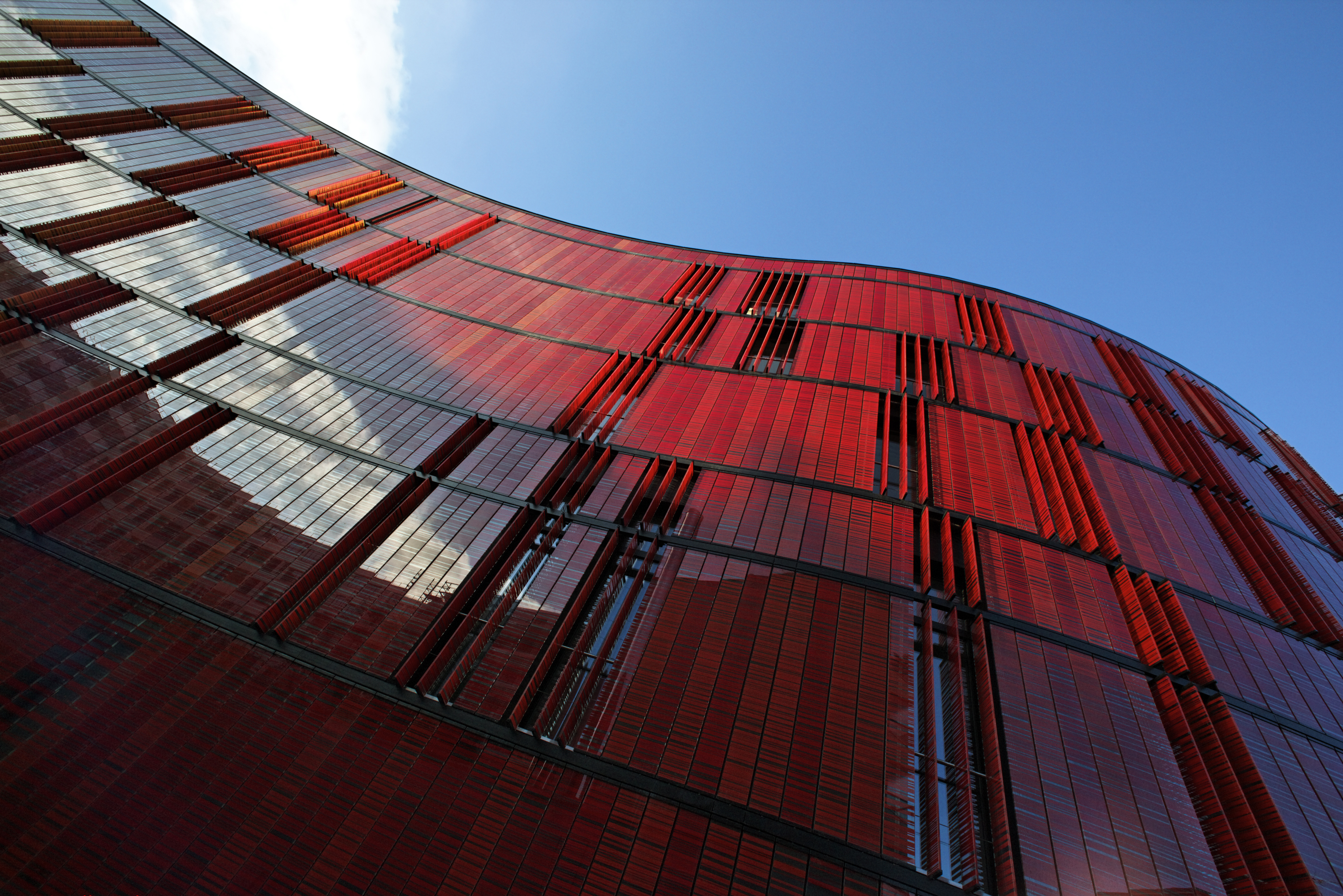
Paris - Montparnasse.
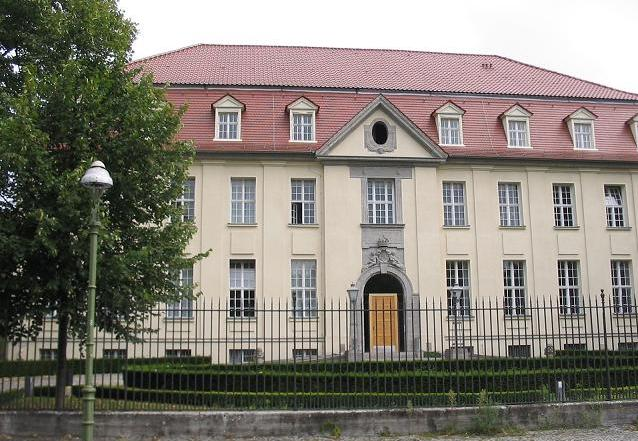
Berlin.
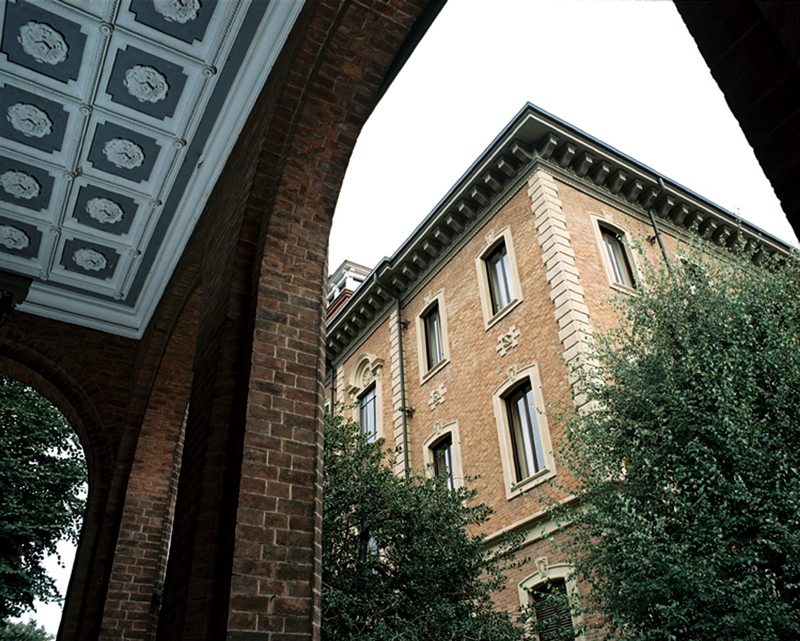
Turin.
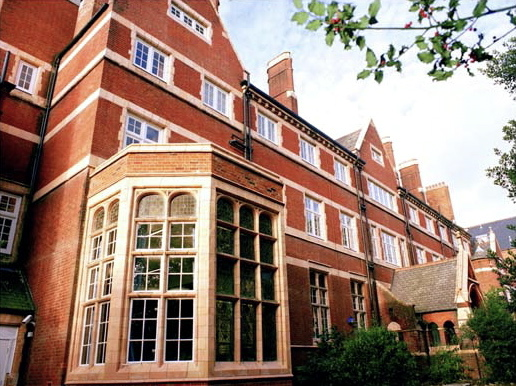
London.